# 미우스쿠 시시카돈
미우스쿠 시시카돈(明宇底 獅子嘉殿)은 15세기 하테루마섬의 호족이다. 미우스쿠 오토(明宇底於戸)와 야나시(也那志)의 아들이다. 이름은 시시카(獅子嘉). 돈(殿, 전)은 전하와 같은 경칭이다.
1500년의 아카하치의 난 때 오야케 아카하치에게 거병에 가세할 것을 요청받았으나 시시카돈은 거절했다. 아카하치는 부하 타케챠(嵩茶)를 시시카돈에게 보냈다. 마침 시시카돈은 해안에서 낚시를 하고 있었기 때문에 도망도 못 치고 붙잡혔다. 배 안에서 설득해도 끝까지 시시카돈이 거부하자 타케챠는 시시카돈을 찔러 죽이고 바닷속에 던져 유기했다. 시신은 나중에 고하마섬 해안까지 떠밀려가 발견되었다.
오키나와의 중산왕부는 그 충절을 찬양하여 시시카돈의 유자녀를 수도 슈리로 불러 여인(与人)과 여두직(女頭職)으로 삼았다.